# Buimanco
Buimanco es una localidad deshabitada de la provincia de Soria, partido judicial de Soria,  Comunidad Autónoma de Castilla y León, España. Pueblo de la comarca de  Tierras Altas que pertenece al municipio de San Pedro Manrique.
Fue deshabitado en 1965 junto a otros de la zona por la compra de terrenos comunales y privados por parte del ICONA para plantaciones de pinos. La mayor parte de la población emigró a Tudela (Navarra), Barcelona y Madrid. Actualmente suelen juntarse los antiguos habitantes y descendientes en el segundo o tercer sábado de agosto después del 50 año de su desaparición.
Para la administración eclesiástica de la Iglesia católica, forma parte de la diócesis de Osma la cual, a su vez, pertenece a la Archidiócesis de Burgos.

## Historia
Para la administración eclesiástica, la localidad pertenecía a la diócesis de Calahorra, y al partido judicial de Ágreda para la administración de Justicia.

## Geografía humana

### Demografía
| Gráfica de evolución demográfica de Buimanco entre 1842 y 1960 |
| |
| Población de derecho según los censos de población del INE Población de hecho según los censos de población del INEEntre el censo de 1970 y el anterior, este municipio desaparece porque se integra en el municipio 42165 (San Pedro Manrique) |